# Igreja de São Salvador (Figueiredo)
A Igreja de São Salvador localiza-se na freguesia de Figueiredo, município de Braga, distrito do mesmo nome, em Portugal.

## História
De acordo com a tradição, esta igreja foi edificada nos finais do século XVI pelo Arcebispo de Braga, Frei Agostinho de Jesus, sendo posteriormente integrado no senhorio do convento beneditino de Vitorino das Donas.
Encontra-se classificada como Imóvel de Interesse Público desde 1978.

## Características
A primitiva estrutura foi muito alterada no século XVIII, numa campanha de obras que lhe conferiu a fachada de gosto barroco, repleta de motivos decorativos, e a torre sineira que ocupa quase o mesmo volume que o corpo da igreja.
O interior apresenta uma nave central e uma nave lateral à direita, separadas por arcos de volta perfeita assentes sobre colunas.